# Кристина (фильм, 1983)
«Кристина» (англ. Christine) — культовый фильм 1983 года режиссёра Джона Карпентера. Фильм является экранизацией одноимённого романа американского писателя Стивена Кинга.

## Сюжет
1957 год. Сборочная линия автозавода Plymouth в Детройте. С конвейера готовится сойти очередная партия бежевых 2-дверных седанов модели Fury, среди которых один — нехарактерного для этой модели кроваво-красного цвета. Ещё на конвейере с этой машиной начинают происходить зловещие мистические события: сначала неожиданно захлопывается капот, в результате чего тяжелое увечье получает один рабочий завода, затем в салоне находят мёртвым другого рабочего, севшего в машину покурить и стряхнувшего пепел на обивку сиденья.
1978 год. На заднем дворе старого дома стоит старый заброшенный автомобиль — «Plymouth Fury» модели 1958 года. Скромный подросток, который никогда не пользовался популярностью в школе, Арни Каннингем, заметил его, проезжая мимо со своим лучшим другом Дэннисом. Он вызвал его недоумение намерением приобрести эту машину, названную прежним владельцем «Кристиной». Ещё более удивлены были родители парня. Несмотря на их мнение, Арни сначала покупает машину, а потом, сняв место в гараже на автосвалке, тратит все своё свободное время на её восстановление.
Кристина стараниями Арни возродилась, стала выглядеть так, как будто только сошла с конвейера. Но машина неожиданно стала проявлять иные качества. Она начинает менять парня. Из неуверенного в себе очкарика он становится мужественным и решительным в общении, способным добиться внимания Ли — самой красивой девушки в школе. Словно почувствовав конкурентку, Кристина самостоятельно пытается убить Ли. Оказывается, машина обладает какой-то злой силой, и ранее тем или иным способом убивала людей. Осознав мощь Кристины, Ли пытается отговорить Арни, но тот не понимает, зачем ему отказываться от любимой машины. И машина платит Арни тем же: когда банда агрессивных хулиганов во главе с Бадди Рэпертоном решает отомстить Арни (Бадди был исключён из школы за предыдущие нападения на Арни) и разбивает его машину, Кристина сама себя ремонтирует и, выехав самостоятельно из гаража, преследует негодяев. Уйти живым не удаётся никому. Вернувшись в гараж, Кристина убивает и Уилла Дарнелла — хозяина автосвалки, на которой Арни восстанавливал машину.
Убийствами заинтересовывается полиция, и детектив Рудольф Дженкинс допрашивает Арни, но доказать ничего не может — Каннингем говорит, что во время убийств не сидел за рулём. Однажды, во время ночной поездки на Кристине, Дэннис с ужасом понимает, что Арни превращается в прежнего владельца старого «Плимута» — Ролланда Д. Лэбея. Дэннис сближается с Ли и замышляет уничтожить Кристину ночью в гараже Дарнелла. Но выясняется, что Кристина прибыла туда раньше них и пытается убить Ли. Ей это не удаётся, но она случайно убивает самого Арни. Дэннис на старом бульдозере расплющивает Кристину.
Финальная сцена фильма происходит на автосвалке. Стоя у Кристины, спрессованной гидравлическим прессом, детектив хвалит Дэнниса и Ли за смелый поступок, и тут слышится песня, которая играла в Кристине перед каждым убийством, но через секунду оказывается, что музыка играла на магнитофоне работника свалки. Ли заявляет, что ненавидит эту музыку, а когда она, Дэннис и детектив уходят, спрессованная Кристина начинает медленно разгибаться.

## В ролях
- Кит Гордон — Арни Каннингхэм

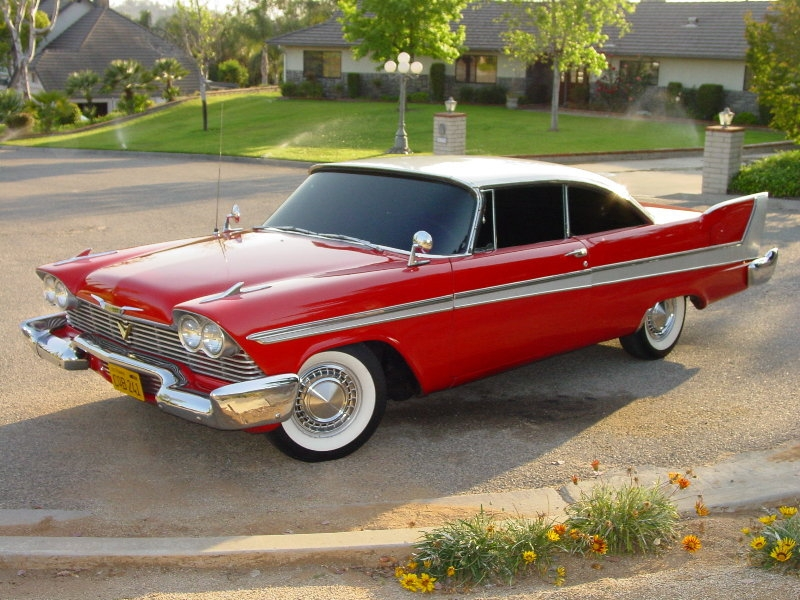
«Плимут Фьюри» 1958 года выпуска — одна из двух моделей Кристины, использованная в фильме.

- Джон Стоквелл — Дэннис Гилдер, лучший друг Арни
- Александра Пол — Ли Кэйбот, девушка Арни
- Роберт Проски — Уилл Дарнелл, владелец гаража, задохнулся в машине
- Гарри Дин Стэнтон — Рудольф Дженкинс, детектив
- Кристина Белфорд — Регина Каннингхэм, мать Арни
- Робертс Блоссом — Джордж ЛеБэй, человек, продавший «Кристину» Арни
- Уильям Острандер — Бадди Рэпертон, хулиган
- Дэвид Шпильберг — мистер Кейси, школьный учитель
- Малкольм Дэнэйр — Питер «Мучи» Велч, член банды Рэпертона, первая жертва «Кристины»
- Келли Престон — Розанна, одноклассница Дэнниса, влюблённая в него
- Стивен Тэш (англ.) на сайте Internet Movie Database — Ричард Трелони, член банды Рэпертона, погиб под колёсами Кристины
- Стюарт Чарно — Дон Вандерберг, член банды Рэпертона, погиб при взрыве бензоколонки

## Фестивали и награды
- 1984 — номинация на премию «Сатурн»
- 1984 — номинация на премию Международного фестиваля фантастических фильмов в Авориазе

## Саундтрек
| №   | Название                            | Длительность |
| --- | ----------------------------------- | ------------ |
| 1.  | «Arnie's Love Theme»                | 1:15         |
| 2.  | «Obsessed with the Car»             | 2:07         |
| 3.  | «Football Run/Kill Your Kids»       | 2:42         |
| 4.  | «The Rape»                          | 1:10         |
| 5.  | «The Discovery»                     | 1:30         |
| 6.  | «Show Me»                           | 2:36         |
| 7.  | «Moochie's Death»                   | 2:25         |
| 8.  | «Junkins»                           | 3:33         |
| 9.  | «Buddy's Death»                     | 1:27         |
| 10. | «Nobody's Home/Restored»            | 1:44         |
| 11. | «Car Obsession Reprise»             | 1:53         |
| 12. | «Christine Attacks (Plymouth Fury)» | 2:30         |
| 13. | «Talk on the Couch»                 | 1:23         |
| 14. | «Regeneration»                      | 1:25         |
| 15. | «Darnell's Tonight»                 | 0:13         |
| 16. | «Arnie»                             | 1:01         |
| 17. | «Undented»                          | 1:54         |
| 18. | «Moochie Mix Four»                  | 2:26         |

Песни прозвучавшие в фильме:
1. George Thorogood and the Destroyers — «Bad to the Bone»
2. Buddy Holly & the Crickets — «Not Fade Away»
3. Johnny Ace — «Pledging My Love»
4. Robert & Johnny — «We Belong Together»
5. Little Richard — «Keep A-Knockin'»
6. Dion and The Belmonts — «I Wonder Why»
7. The Viscounts — «Harlem Nocturne»
8. Thurston Harris — «Little Bitty Pretty One»
9. Danny & The Juniors — «Rock n' Roll is Here to Stay»
10. John Carpenter & Alan Howarth — «Christine Attacks (Plymouth Fury)»
11. Larry Williams — «Bony Moronie»

Песни прозвучавшие в фильме, но не вошедшие в саундтрек:
- ABBA — «The Name of the Game»
- Bonnie Raitt — «Runaway»
- Ritchie Valens — «Come on, Let’s Go»
- Tanya Tucker — «Not Fade Away»
- The Rolling Stones — «Beast of Burden»

## Отличия фильма от романа
- В фильме ещё во время заключительного этапа сборки на конвейере Кристина ранит одного рабочего, а другого убивает. В книге первой жертвой Кристины становится Рита, дочь Роланда Лебэя.
- В книге действие происходит в Либертивилле, Пенсильвания. В фильме — Рокбридж, Калифорния.
- По книге, Арни получает Кристину от Роланда Д. ЛеБэя, который умирает двумя неделями позже. В фильме Арни получает её от его брата — Джорджа ЛеБэя. Джордж сообщает Арни и Дэннису, что его «тупой братец» умер, и Джордж продаёт машину за него. Тем не менее, персонаж Джорджа носит спинной корсет, точь-в-точь как Роланд в книге. Кроме того, Джордж ЛеБэй в фильме в целом соответствует образу Ролланда Д. ЛеБэя в книге, где сам Джордж был описан тихим школьным учителем.
- В книге труп Роланда ЛеБэя появляется перед Арни несколько раз, и дух ЛеБэя овладевает Арни, изменяя его личность. Это показывается позже, когда дух ЛеБэя берет управление машиной, чтобы отомстить безжалостным мучителям. В фильме же отказываются от духа ЛеБэя и показывают, что машина сама по себе является злом. Джон Карпентер в комментариях на DVD-диске указывает, что это упрощает сюжет, и что появление трупа несколько напоминает сцены из фильма «Американский оборотень в Лондоне», который был выпущен совсем незадолго до выхода «Кристины».
- Многие сцены изменены. Например, драка с Бадди Рэпертоном происходит в середине книги — в фильме она перенесена в самое начало. Когда Кристина начинает мстить уничтожившим её хулиганам, все они (кроме Уэлча и Ванденберга) в книге погибают в результате ДТП (когда на Chevrolet Camaro пытаются уйти от Кристины), в фильме — в результате пожара на бензоколонке. (В книге Ванденберг тоже погибает на бензоколонке, но при других обстоятельствах и позже друзей). Уилл Дарнелл в фильме погибает в собственном гараже, непосредственно в самой Кристине, в книге машина атакует его загородный домик.
- Некоторые эпизоды и вовсе не были включены в фильм — например, сцена ареста Арни, расследование Дэннисом истории Кристины и т. д.
- Машина Дэнниса Гилдера в книге — Plymouth Duster 1975 года, в фильме — Dodge Charger 1968 года. А «Камаро» Рэпертона в книге — голубой 1975 года, изрядно потрёпанный, в фильме — серый 1967 года в очень хорошем состоянии.
- Госномер Кристины в книге «HY-6241-j», в фильме — «CQB 241».
- В книге Кристина убивает отца Арни и детектива Дженкинса, о чём Дэннису сообщает напарник детектива Рик Мерсе. В фильме же Дженкинс остаётся в живых, судьба родителей Арни неизвестна, персонаж Рика Мерсе отсутствует.
- Изменены и обстоятельства смерти самого Арни: в книге Мерсе рассказывает, что он вместе с матерью разбился на машине, когда боролся в ней с духом ЛеБэя. В фильме, когда Кристина охотится на Ли в гараже Дарнелла, Арни во время очередной попытки тарана вылетает из неё через лобовое стекло и получает смертельную рану одним из осколков.

## Съёмки
Роль Кристины исполняли как «Плимут Фьюри», так и «Плимут Бельведер» 1958 года выпуска, внешне мало отличимые друг от друга и закупленные в большом количестве для съемок. В один из съёмочных дней Александра Пол взяла на съёмки фильма свою сестру-близнеца Каролин, которая втайне от съёмочной группы в качестве шутки подменила Александру в сцене с бульдозером.

## Короткометражка
В 2017 году Джон Карпентер по мотивам фильма снял короткометражный музыкальный клип «Christine». В нём он также выступил в роли актёра и композитора. А главную роль в нём исполнила Рита Волк.

## Другие появления
Кристина появляется в фильме «Кошачий глаз».

## Ремейк
В июне 2021 года киностудии Sony Pictures Entertainment и Blumhouse Productions объявили о создании новой версии фильма «Кристина». Режиссёром назначен Брайан Фуллер.